# Atletiek op de Paralympische Zomerspelen 2024 - 100 m vrouwen T63
De 100 meter voor vrouwen klasse T63 op de Paralympische Zomerspelen 2024 vond plaats op 7 september (finale) in het Stade de France. Deze klasse is voor atletes met een prothese vanwege een beenamputatie of een beenlengteverschil. Dit is een gecombineerde klasse met T42. De winnares van 2020 was Ambra Sabatini uit Italië. zij werd opgevolgd door haar landgenote Martina Caironi, de Indonesische Karisma Evi Tiarani behaalde het zilver, Monica Contrafatto uit Italië en Ndidikama Okoh uit Groot Britannië wonnen gezamenlijk de bronzen medaille, dit nadat Contrafatto die op medaillekoers lag onderuit ging, door een val van Ambra Sabatini.

## Records
Voorafgaand aan het toernooi waren dit de wereldrecords en Paralympische records.
| Wereldrecord        | T42 | Indonesië Karisma Evi Tiarani | 14.37 | Hangzhou | 26 oktober 2023  |
| Paralympisch record | T42 | Indonesië Karisma Evi Tiarani | 14.83 | Tokio    | 4 september 2021 |
|                     |     |                               |       |          |                  |
| Wereldrecord        | T63 | Italië Ambra Sabatini         | 13.98 | Parijs   | 13 july 2023     |
| Paralympisch record | T63 | Italië Ambra Sabatini         | 14.11 | Tokio    | 4 september 2021 |

## Series
De eerste drie van beide series kwalificeerden zich direct voor de finale. Van de overgebleven atleten kwalificeerden bovendien de twee snelsten zich voor de finale.

#### Serie 1
| Rang | Baan | Kl. | Naam               | Naam | Tijd         | Bijz. |
| ---- | ---- | --- | ------------------ | ---- | ------------ | ----- |
| 1    | 6    | T63 | Monica Contrafatto | ITA  | 14.33 (.326) | Q, PB |
| 2    | 3    | T63 | Ambra Sabatini     | ITA  | 14.33 (.330) | Q, SB |
| 3    | 7    | T42 | Ndidikama Okoh     | GBR  | 14.69        | Q, PR |
| 4    | 5    | T63 | Noelle Lambert     | USA  | 15.38        | q     |
| 5    | 4    | T63 | Tomomi Tozawa      | JPN  | 15.85        |       |

#### Serie 2
| Rang | Baan | Kl. | Naam                | Naam | Tijd  | Bijz. |
| ---- | ---- | --- | ------------------- | ---- | ----- | ----- |
| 1    | 3    | T63 | Martina Caironi     | ITA  | 14.31 | Q, SB |
| 2    | 4    | T42 | Karisma Evi Tiarani | INA  | 14.34 | Q, WR |
| 3    | 6    | T63 | Elena Kratter       | SUI  | 15.06 | Q, SB |
| 4    | 7    | T63 | Lindi Marcusen      | USA  | 15.09 | q     |
| 5    | 5    | T63 | Kaede Maegawa       | JPN  | 16.34 |       |

### Finale
| Rang   | Baan | Kl. | Naam                | Naam | Tijd  | Bijz. |
| ------ | ---- | --- | ------------------- | ---- | ----- | ----- |
| Goud   | 4    | T63 | Martina Caironi     | ITA  | 14.16 | SB    |
| Zilver | 5    | T42 | Karisma Evi Tiarani | INA  | 14.26 | WR    |
| Brons  | 7    | T63 | Monica Contrafatto  | ITA  | 14.60 |       |
| Brons  | 3    | T42 | Ndidikama Okoh      | GBR  | 14.59 | PB    |
| 5      | 8    | T63 | Elena Kratter       | SUI  | 15.00 | PB    |
| 6      | 2    | T63 | Lindi Marcusen      | USA  | 15.11 |       |
| 7      | 9    | T63 | Noelle Lambert      | USA  | 15.39 |       |
| —      | 6    | T63 | Ambra Sabatini      | ITA  | DNF   |       |